# Aphanicercopsis hawaquae
Aphanicercopsis hawaquae är en bäcksländeart som beskrevs av Barnard 1934. Aphanicercopsis hawaquae ingår i släktet Aphanicercopsis och familjen Notonemouridae. Inga underarter finns listade i Catalogue of Life.